# こぬか雨
「こぬか雨」（こぬかあめ）は、伊藤銀次と山下達郎による、シュガー・ベイブの楽曲。

## 解説
「こぬか雨」は、もともとは伊藤銀次が、かつて在籍していたバンド“ごまのはえ”時代に、ガロの「美しすぎて」に影響されて作った曲。その後、伊藤が1975年3月から3か月ほど在籍したシュガー・ベイブで、伊藤と山下達郎が詞をお互いに出し合い、話し合って作られた。伊藤によれば“ここにはそぼ降るこぬか雨 ここにはスコールさえもない”というのがすごく好きだとし、欧陽菲菲「雨の御堂筋」からヒントを得たという。シュガー・ベイブのライブで度々取り上げられ、イントロや間奏、およびコーダのギター・ソロは、伊藤と村松邦男のツイン・リードで演奏された。伊藤が抜けた後は山下がそのパートを受け持ち、長く演奏された。
シュガー・ベイブはアルバム『SONGS』1枚で解散したことからレコーディングの機会がなかったが、2015年にリリースされた『SONGS』の40周年記念盤『SONGS -40th Anniversary Ultimate Edition-』のボーナス・トラックとして、荻窪ロフトで行われたシュガー・ベイブ解散ライブから1976年4月1日のライブ音源が収録された。
また、山下も1994年に『SONGS』のオリジナル・マスターでの初CD化にあわせて行われたコンサート『TATSURO YAMASHITA Sings SUGAR BABE』にて、当時のアレンジで演奏された。この時のライブ音源は1996年リリースのシングル「愛の灯〜STAND IN THE LIGHT」のカップリングに収録。後にアルバム『Ray Of Hope』初回限定盤にセットのボーナスCD『Joy 1.5』に「こぬか雨 ('94 Live Version)」のタイトルで収録された。

## レコーディング・メンバー

### シュガー・ベイブ
- 上原裕  –  Drums
- 寺尾次郎  –  Bass
- 村松邦男  –  Electric Guitar(Left) & Background Vocal
- 大貫妙子  –  Acoustic Piano & Background Vocal
- 山下達郎  –  Lead Vocal & Electric Guitar(Right)

- Live at 荻窪 Loft 1976年4月1日

### 山下達郎
- 山下達郎  –  Vocal & Electric Guitar
- 島村英二  –  Drums
- 伊藤広規  –  Bass
- 佐橋佳幸  –  Electric Guitar
- 難波弘之  –  Keyboards
- 重実徹  –  Keyboards
- 高尾“Candee”N  –  Background Vocal
- 佐々木久美  –  Background Vocal
- 楠瀬誠志郎  –  Background Vocal

- Live at 中野サンプラザホール 1994年5月2日

## 伊藤銀次のセルフ・カバー

### 解説
1977年、伊藤銀次がファースト・ソロ・アルバム『DEADLY DRIVE』収録に際し、伊藤により全ての歌詞が書き改められた。この曲はアルバムと同日発売のシングル「風になれるなら」のカップリング曲として収録された。
2012年には、伊藤のプロ・デビュー40周年を記念してレーベルを超えて選曲された、新録作品も収録した2枚組オールタイム・ベスト『ゴールデン☆ベスト 伊藤銀次 〜40th Anniversary Edition〜』に収録された。2013年リリースのミニ・アルバム『I STAND ALONE VOL.4』に、アコーステッィク・ギター1本による弾き語りアレンジで収録されたほか、2017年にリリースされた『DEADLY DRIVE』40周年記念デラックス版『DEADLY DRIVE 40th Anniversary Deluxe Edition』には2012年と2016年のアコーステッィク・ギター1本による“Acoustic Live Version”が収録された。また、2019年リリースのアルバム『RAINBOW CHASER』には“The 45th anniversary Live@Billboard Live TOKYO”と題されたバンド編成によるライブ・ヴァージョンがボーナス・トラックとして収録された。さらに、2017年にソニーミュージックのオンラインショップ「Sony Music Shop」での専売商品としてリリースされた伊藤のCD4枚組ボックス・セット『POP FILE 1972-2017』には、福生で大瀧詠一によって録音された、“ごまのはえ”改め“ココナツ・バンク”の最初期音源とされる「こぬか雨 (Fussa Demo)」が収録されている。

### レコーディング・メンバー
- 伊藤銀次  –  Vocal
- 上原裕  –  Drums
- 田中章弘  –  Electric Bass
- 坂本龍一  –  Fender Rhodes & Acoustic Piano
- 斉藤ノブ  –  Percussions
- 大貫妙子  –  Chorus
- Horns & String Arrangement by 坂本龍一
- Chorus Arrangement by 大貫妙子

## 収録アルバム
| # | アーティスト     | タイトル                                     | リリース日    | レーベル                     | 規格    | 品番          | 備考 |
| - | ---------------- | -------------------------------------------- | ------------- | ---------------------------- | ------- | ------------- | --- |
| 1 | 伊藤銀次         | DEADLY DRIVE                                 | 1977年5月25日 | ASYLUM ⁄ WARNER PIONEER      | LP      | L-10074Y      | |
| 2 | 山下達郎         | Joy 1.5                                      | 2011年8月10日 | MOON / WARNER MUSIC JAPAN    | 2CD     | WPCL-10965    | アルバム『Ray Of Hope』初回限定盤にセットのボーナスCD。“'94 Live Version”として収録。 |
| 3 | シュガー・ベイブ | SONGS -40th Anniversary Ultimate Edition-    | 2015年8月5日  | NIAGARA ⁄ WARNER MUSIC JAPAN | 2CD     | WPCL-12160~1  | アルバム『SONGS』の40周年記念盤。2015年リマスター（ディスク1）と、オリジナル・マルチトラックからの2015年リミックス（ディスク2）収録の2枚組。1976年4月1日の解散ライブのライブ音源を収録。 |
| 4 | 伊藤銀次         | DEADLY DRIVE 40th Anniversary Deluxe Edition | 2017年5月24日 | WARNER MUSIC JAPAN           | 2SHM-CD | WPCL-12639/40 | アルバム『DEADLY DRIVE』の40周年記念盤。オリジナルMIX:8曲、2017 Re-Mix（8曲+Back Track:6曲）、シングルVersion:3曲、ライブ:3曲、シングルVersion:3曲の全34曲収録。全44ページのメモリアル・ブックレットを封入した、SHM-CDによる2枚組。“2017 Re-Mix Back Track”と“2017 Re-Mix”、“2017 Re-Mix Take 1 Outtake Long Version”を収録。 |